# Lexxus Legal
 (mai 2017).
Lexxus Legal, de son vrai nom Alex Dende, est un rappeur congolais et membre du groupe PNB (Pensée Nègre Brute), groupe kinois créé en 1999, figure emblématique du hip-hop congolais, Il impose son rap sur les scènes congolaises et internationales, artiste revendiquant les droits du peuple face à ses gouvernants sans user de la poésie.
Outre son statut de rappeur et sa carrière d'artiste, Lexxus Legal est le pilier du style hip hop au sein de son organisme Racine Alternative et façonne des événements tels que la sélection du Gabao Hip Hop, et de festivals Mimi Sud et Cœur d'Afrique.
Lexxus Légal a aussi pris part au lancement du festival Amani à Goma au Nord-Kivu.

## Albums en solo
- 2006 : Artiste Attitude
- 2009 : L'art de la Guerre
- 2012 :  5e  Doigt
- 2015 :  Léop'ART